# جک فینچر
هاوارد کلی جک فینچر (انگلیسی: Howard Kelly "Jack" Fincher)، (زاده ۶ دسامبر ۱۹۳۰، درگذشته در ۱۰ آوریل ۲۰۰۳)، روزنامه‌نگار، نویسنده و فیلم‌نامه‌نویس آمریکایی بود. او به عنوان خبرنگار و رئیس دفتر در مجله لایف کار می‌کرد. او پدر دیوید فینچر، کارگردان مشهور سینما است. جک فینچر در اواخر دهه نود، فیلم‌نامه فیلم منک (۲۰۲۰) را نوشت. داستان فیلم دربارهٔ زندگی واقعی هرمن جی منکویتس ملقب به منک، فیلم‌نامه‌نویس فیلم همشهری کین (۱۹۴۱) است که وقایع زندگی او و چالش‌هایی که هنگام نوشتن فیلم‌نامه با اورسن ولز و دیگران داشته را به تصویر می‌کشد. فینچر در سال ۲۰۰۳ درگذشت و هرگز ساخته شدن فیلم را ندید. در هفتاد و هشتمین مراسم گلدن گلوب، فینچر سال‌ها پس از مرگ خود و به علت نگارش این فیلم‌نامه در رشته جایزه گلدن گلوب بهترین فیلم‌نامه نامزد جایزه شد.